# NGC 6423
NGC 6423 (również PGC 60576) – zwarta galaktyka (C), znajdująca się w gwiazdozbiorze Smoka. Odkrył ją Lewis A. Swift 1 sierpnia 1883 roku. Należy do galaktyk Seyferta typu 1.